# The 20/20 Experience 2 of 2
The 20/20 Experience - 2 of 2 é o quarto álbum de estúdio do cantor norte-americano Justin Timberlake. O álbum é considerado a segunda metade de um projeto de duas partes sendo complementado por The 20/20 Experience (2013), seu terceiro álbum de estúdio. Foi lançado em 27 de setembro de 2013 através da RCA Records. Seu primeiro single, "Take Back the Night", foi lançado em 12 de julho de 2013. Coincidindo com seu lançamento, o álbum foi unificado com The 20/20 Experience e lançado como um álbum de compilação, intitulado The 20/20 Experience: The Complete Experience.
Após seu lançamento, The 20/20 Experience – 2 of 2 recebeu avaliações mistas do críticos musicais. O terceiro single, "Not a Bad Thing" alcançou o top dez da Billboard Hot 100 e o topo da tabela Mainstream Top 40. "Drink You Away" foi enviada às rádios estadunidenses de country em novembro de 2015, após ser apresentada no Country Music Association Awards.
O álbum, como parte da compilação The 20/20 Experience: The Complete Experience, foi indicado ao Grammy Awards, na categoria de Melhor Álbum Vocal de Pop.

## Lançamento
A 16 de Março de 2013, o produtor Questlove anunciou que Timberlake estava a planear o sucessor de The 20/20 Experience para Novembro. O profissional fez ainda referência ao alinhamento de dez faixas e ao título ao afirmar, "10 canções agora... 10 canções mais tarde = visão 20". De seguida, o co-produtor Jerome Harmon revelou que o disco seguinte consistiria em partes do original, bem como novo material de futuras sessões de gravações em estúdio. "Antes de concluirmos as dez (10) [em The 20/20 Experience] que queríamos e mais as faixas bónus, tínhamos umas trinta, quarenta faixas. Por isso, acho que ele vai alinhar, e nós vamos levar algumas das coisas que já fizemos e, claro, criar mais [nova] música ao mesmo tempo", afirmou Harmon. A 5 de Maio do mesmo ano, Justin anunciou que o seu quarto disco de originais, The 20/20 Experience: 2 of 2, seria lançado a 30 de Setembro de 2013.
O disco foi disponibilizado para pré-encomenda na iTunes Store a 12 de Julho de 2013. Inclui onze músicas, juntamente com uma "surpresa especial" não-anunciada. Timberlake começou a divulgar o alinhamento final através de vídeos colocados na sua conta no Instagram a 14 de Agosto de 2013.

## Singles
O seu primeiro single, "Take Back the Night", foi lançado a 12 de Julho de 2013, depois de ser anunciado num vídeo dois dias antes. Foi disponibilizado na iTunes Store no mesmo dia, bem como a pré-venda do disco.

## Alinhamento de faixas
| The 20/20 Experience - 2 of 2 – Edição padrão |                                    |                                                                 |                                      |         |  |
| N.º                                           | Título                             | Compositor(es)                                                  | Produtor(es)                         | Duração |  |
| 1.                                            | "Gimme What I Don't Know (I Want)" | Justin Timberlake Timothy Mosley Jerome Harmon James Fauntleroy | Timbaland Timberlake J-Roc           | 5:15    |  |
| 2.                                            | "True Blood"                       | Timberlake Mosley Harmon                                        | Timbaland Timberlake J-Roc           | 9:31    |  |
| 3.                                            | "Cabaret" (part. de Drake)         | Timberlake Mosley Aubrey Graham Harmon Fauntleroy Daniel Jones  | Timbaland Timberlake J-Roc Jones     | 4:32    |  |
| 4.                                            | "TKO"                              | Timberlake Mosley Harmon Fauntleroy Barry White                 | Timbaland Timberlake J-Roc           | 7:04    |  |
| 5.                                            | "Take Back the Night"              | Timberlake Mosley Harmon Fauntleroy                             | Timbaland Timberlake J-Roc           | 5:55    |  |
| 6.                                            | "Murder" (part. de Jay Z)          | Timberlake Mosley Shawn Carter Harmon Fauntleroy                | Timbaland Timberlake J-Roc           | 5:07    |  |
| 7.                                            | "Drink You Away"                   | Timberlake, Mosley, Harmon, Fauntleroy                          | Timbaland, Timberlake, Harmon        | 5:31    |  |
| 8.                                            | "You Got It On"                    | Timberlake, Mosley, Harmon, Fauntleroy                          | Timbaland, Timberlake, Harmon        | 5:55    |  |
| 9.                                            | "Amnesia"                          | Timberlake, Mosley, Harmon, Fauntleroy, Jones                   | Timbaland, Timberlake, Harmon, Jones | 7:04    |  |
| 10.                                           | "Only When I Walk Away"            | Timberlake, Mosley, Harmon, Fauntleroy, Amedeo Minghi           | Timbaland, Timberlake, Harmon        | 7:05    |  |
| 11.                                           | "Not a Bad Thing"                  | Timberlake, Mosley, Harmon, Fauntleroy                          | Timbaland, Timberlake, Harmon        | 11:31   |  |
| 12.                                           | "Pair of Wings" (faixa oculta)     | Timberlake                                                      | Timberlake                           |         |  |
| Duração total:                                | Duração total:                     | Duração total:                                                  | Duração total:                       | 74:25   |  |

| Faixas bónus da edição deluxe |                 |                                        |                               |         |  |
| N.º                           | Título          | Compositor(es)                         | Produtor(es)                  | Duração |  |
| 13.                           | "Blindness"     | Timberlake, Robin Tadross Fauntleroy   | Rob Knox, Timberlake          | 4:48    |  |
| 14.                           | "Electric Lady" | Timberlake, Mosley, Harmon, Fauntleroy | Timbaland, Timberlake, Harmon | 4:20    |  |
| Duração total:                | Duração total:  | Duração total:                         | Duração total:                | 83:36   |  |

## Desempenho nas tabelas musicais

### Posições
| Tabela musical (2013)             | Melhor posição |
| --------------------------------- | -------------- |
| Austrália - ARIA Albums Chart     | 4              |
| Bélgica - Ultratop (Flandres)     | 6              |
| Bélgica - Ultratop (Valónia)      | 19             |
| Estados Unidos - Billboard 200    | 1              |
| Hungria - Album Top 40            | 26             |
| Irlanda - IRMA                    | 3              |
| Países Baixos - Album Top 100     | 3              |
| Reino Unido - UK Albums Chart     | 2              |
| Reino Unido - UK R&B Albums Chart | 1              |
| Suécia - Albums Top 60            | 8              |

## Histórico de lançamento
| País           | Data                   | Formato              | Editora discográfica |
| -------------- | ---------------------- | -------------------- | -------------------- |
| Alemanha       | 27 de Setembro de 2013 | CD, descarga digital | Sony                 |
| França         | 30 de Setembro de 2013 | CD, descarga digital | Sony                 |
| Estados Unidos | 30 de Setembro de 2013 | CD, descarga digital | RCA                  |
| Portugal       | 30 de Setembro de 2013 | CD, descarga digital | Sony Music           |
| Reino Unido    | 30 de Setembro de 2013 | CD, descarga digital | RCA                  |
| Polónia        | 1 de Outubro de 2013   | CD, descarga digital | Sony Music           |
| Japão          | 9 de Outubro de 2013   | CD, descarga digital | Sony Music           |